# Bridgend (film)
Bridgend er en spillefilm instrueret af Jeppe Rønde efter manuskript af Jeppe Rønde, Torben Bech og Peter Asmussen.

## Handling
Teenagepigen, Sara, og hendes far, Dave, flytter til en lille walisisk landsby i Bridgend County. Landsbyen er plaget af selvmord blandt de unge indbyggere, og Sara forelsker sig hovedløst i en af de lokale drenge. Imens prøver Dave som landsbyens nye politimand at stoppe den mystiske række af selvmord. Filmen er baseret på de mystiske selvmords hændelser, som skete i Brigend County, en lille tidligere kulmineprovins i Wales. Mellem 2007 og 2012 begik 79 selvmord i området. De fleste af ofrene var teenagere, som hængte sig uden at efterlade et selvmordsbrev. I seks år fulgte dokumentaristen, Jeppe Rønde teenagere fra området og skrev manuskriptet på baggrund af deres livshistorier. "Bridgend" er Røndes fiktionsdebut. Filmen er alene skudt i Bridgend og med mange af de lokale teenagere som skuespillere. Historien fokuserer på forholdet mellem de udsatte teenagere og deres forældre, der efterlades i mørke, da de uforklarlige selvmord efterhånden udspiller sig som strafferitualer.

## Medvirkende
- Hannah Murray
- Steven Waddington
- Josh O'Connor
- Adrian Rawlins